# 哥哥 (電影)
是一部2016年上映的韓國電影，讲述一对兄弟間感人的故事。
全片於2015年10月19日正式開機，2015年12月31日拍攝完成，2016年11月23日上映。於2016年韓國本土電影票房排名第十三位。

## 劇情簡介
弟弟斗勇（都暻秀飾演）是個很有前途和實力的國家代表柔道選手，在比賽中發生意外事故而失明，從此一蹶不振。而同父異母的哥哥斗植（曹政奭飾演）因为詐欺罪入狱，以弟弟失明為藉口，利用這機會作為弟弟保護人資格而獲得假釋，是个厚脸皮的家伙。在分離十五年後，兩人展開了同居生活，逐漸打開了過去的心結，正當一切關係慢慢回到正軌時，斗植卻接到突如其來的通知……

## 演員陣容

### 主要演員
- 曹政奭 饰演 高斗植

與斗勇是同父異母的兄弟，離家15年，欺詐犯哥哥利用弟弟失明的事故，以作為保護人資格而獲得假釋，與斗勇展開同居生活。
- 都敬秀 饰演 高斗勇
  - 郑智勋 饰演 童年时期的斗勇

很有實力的國家代表柔道選手，但在一次比賽中遭受事故，因失明而一蹶不振，在哥哥斗植進入他的生活後，開始有了改變。
- 朴信惠 饰演 李秀賢

斗勇的柔道教練，對斗勇就像親弟弟一樣，接受斗植的提議，為了斗勇轉任殘障奧運的柔道教練。

### 其他演員
- 金康鉉 飾演 大昌

剛開始與斗植不合，但後來成為其好友。
- 池大韓[8] 飾演 國家隊主教練
- 林哲亨 飾演 中年男子
- 李度妍 饰演 斗勇俱乐部女子
- 金珍熙 饰演 斗植俱乐部女子
- 沈勳基 飾演 假釋審查員
- 孫珊 飾演 假釋審查員
- 鄭在晉 飾演 超商老闆
- 姜斗 饰演 进口车经销商
- 具惠玲 饰演 福祉科职员
- 李尚勳 饰演 福祉科职员
- 郑斗谦 饰演 医生
- 李妍秀 饰演 斗植的母亲

## 原聲帶
- 發行日期：2016年11月24日

| 曲序 | 曲目                    | 演唱               | 时长 |
| ---- | ----------------------- | ------------------ | ---- |
| 1.   | 你不要擔心 （舊歌翻唱） | 曹政奭、都敬秀     | 4:19 |
| 2.   | Que Hermosa Es La Vida  | Michael Cartwright | 2:44 |
| 3.   | Toward The World        | 朴仁英             | 0:47 |
| 4.   | Farewell                | 朴仁英             | 2:24 |
| 5.   | The Match               | 朴仁英             | 5:54 |
| 6.   | Oh! Brother             | 朴仁英             | 1:20 |
| 7.   | Phone                   | 朴仁英             | 2:51 |

## 奬項
| 年份 | 頒獎典禮                     | 獎項                    | 入圍者 | 結果 |
| ---- | ---------------------------- | ----------------------- | ------ | ---- |
| 2016 | 第5屆韓國電影演員協會獎      | 年度Top Star獎          | 曹政奭 | 獲獎 |
| 2017 | 第53屆百想藝術大賞           | 電影部門 男子新人演技賞 | 都敬秀 | 提名 |
| 2017 | 第53屆百想藝術大賞           | 電影部門 男子人氣賞     | 都敬秀 | 獲獎 |
| 2017 | 2017閃耀韓國電影明星奬       | 男子新人賞              | 都敬秀 | 獲獎 |
| 2017 | 第13屆堤川電影節JIMFF Awards | JIMFF STAR              | 都敬秀 | 獲獎 |
| 2017 | 第38屆青龍電影獎             | 新人男演員獎            | 都敬秀 | 獲獎 |

## 外部連結
- NAVER上《哥哥》的資料
- Daum上《哥哥》的资料
- 韩国电影数据库（KMDb）上《哥哥》的資料
- 互联网电影数据库（IMDb）上《哥哥》的资料（英文）
- 豆瓣电影上《哥哥》的資料 （简体中文）
- Box Office Mojo上《哥哥》的資料（英文）
- 爛番茄上《哥哥》的資料（英文）
- 韓國電影協會（页面存档备份，存于）